# Odyssey of the Seas
Die Odyssey of the Seas ist ein Kreuzfahrtschiff der Reederei Royal Caribbean International. Das fünfte Schiff der Quantum-Klasse wurde in der Meyer Werft in Papenburg gebaut und 2021 in Dienst gestellt.

## Geschichte
Im November 2015 traf Royal Caribbean mit der Meyer Werft eine Vereinbarung über die Bestellung eines fünften Schiffes der Quantum-Klasse; die Lieferung sollte ursprünglich im Herbst 2020 erfolgen. Der Bau begann am 2. Februar 2019. Am 1. Februar 2019 wurde der Name des Schiffes, Odyssey of the Seas, bekanntgegeben.
Die Kiellegung erfolgte am 3. Mai 2019 auf der Neptun Werft, wo ein 140 Meter langes Maschinenraummodul gebaut wurde und im August/September 2019 schwimmend zur Meyer Werft überführt wurde. Im Zuge der Baustrategie der Meyer Werft wurde am 15. November 2019 ein 140 Meter langer Megablock ausgedockt und nach dem Ausdocken der Iona im Februar 2020 wieder eingedockt.
Beim Bau kam es bis zur Indienststellung durch die COVID-19-Pandemie zu einigen zeitlichen Verzögerungen; die Ablieferung wurde auf 2021 verschoben. Im Mai und im Juni 2020 kam es zu Bränden an Bord. Im November 2020 verließ die Odyssey of the Seas das Baudock der Meyer Werft.
Die Überführung nach Eemshaven fand am 27./28. Februar 2021 statt. Im März 2021 kehrte die Odyssey of the Seas erfolgreich von ihren Probefahrten in der Nordsee zurück. Am 31. März 2021 wurde das Schiff in Bremerhaven an die Royal Caribbean International abgeliefert. Am 4. Juni 2021 erreichte das Schiff Port Canaveral in Florida. Ein eine Woche später durchgeführter COVID-19-Test zeigte, dass sechs Mannschaftsmitglieder sich mit Corona angesteckt hatten. Die 1.400 Crew-Mitglieder wurden unter Quarantäne gestellt und der für den 3. Juli 2021 geplante Beginn der Jungfernfahrt verschoben. Die Jungfernfahrt erfolgte schließlich am 31. Juli 2021 mit einer achttägigen Kreuzfahrt in die südliche Karibik und nach CocoCay.
Am 13. November 2021 taufte die bahamaische Paralympics-Sportlerin Erin Brown das Schiff in einer Zeremonie in Port Everglades, Fort Lauderdale.

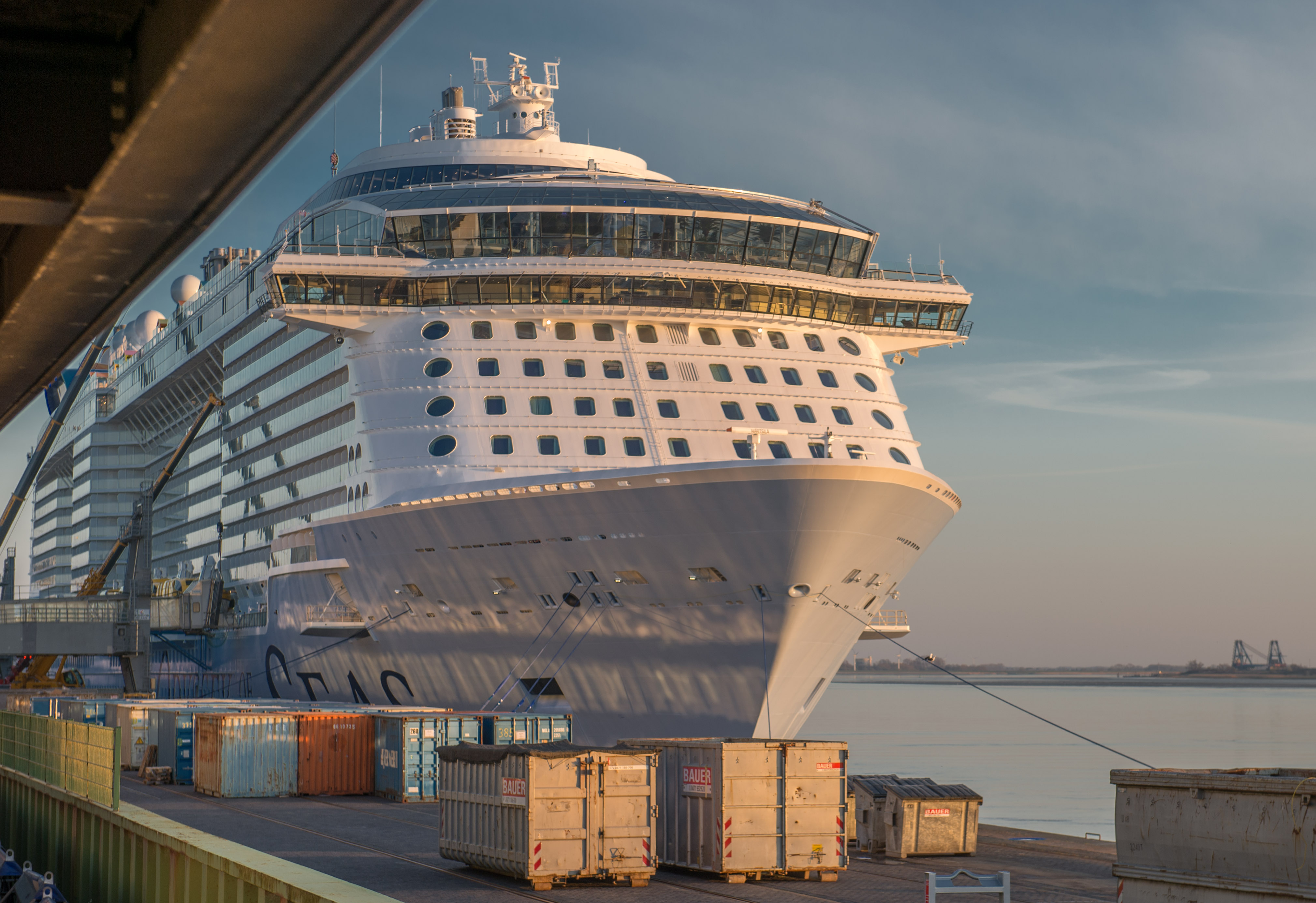
Die Odyssey of the Seas in Bremerhaven (2021)
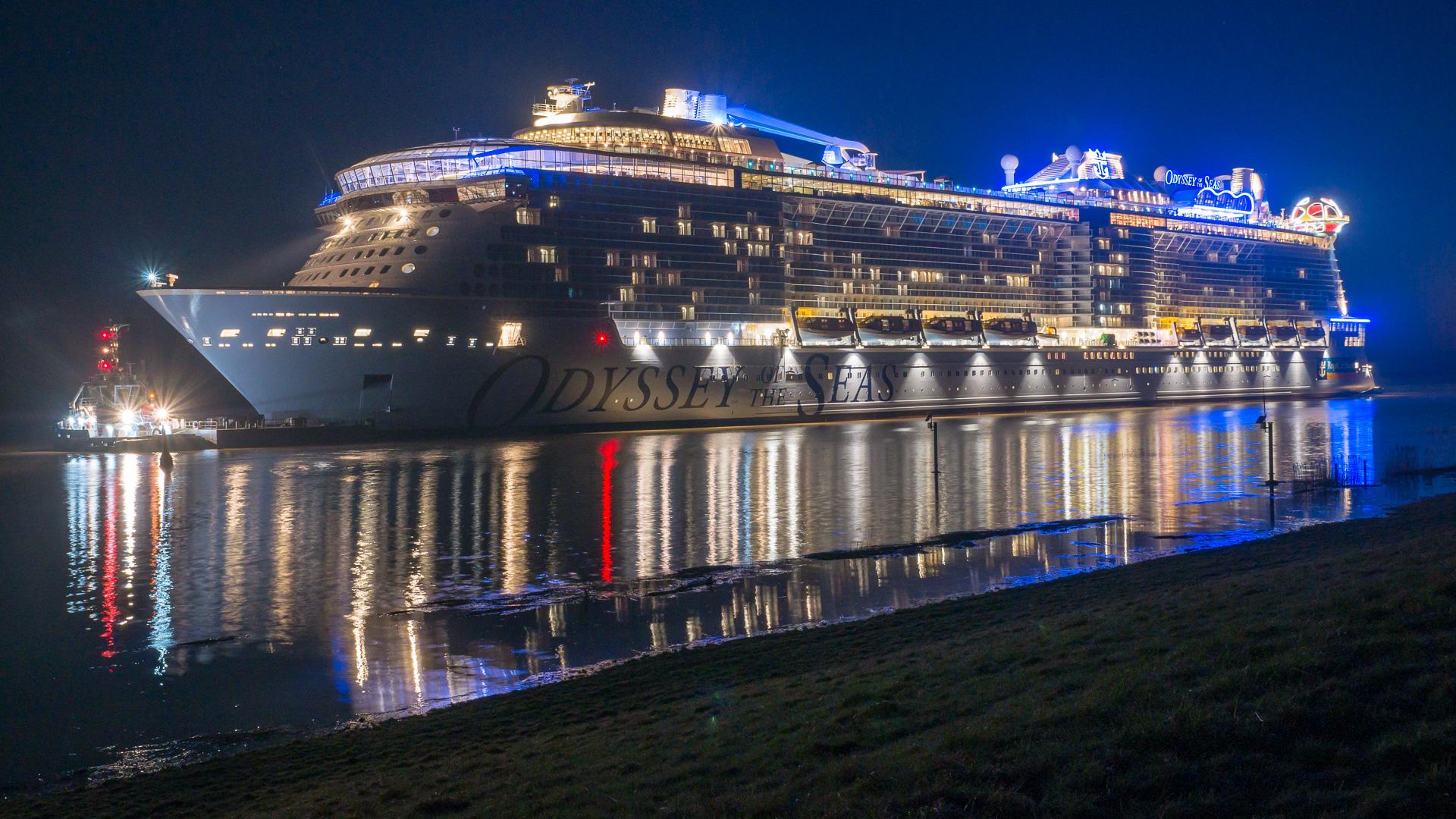
Die Odyssey of the Seas am Abend vor der Passage des Emssperrwerks (2021)